# Staples
Staples Inc. er en amerikansk forhandler af kontorartikler, der er baseret i Framingham, Massachusetts. De har 994 butikker i USA.
Leo Kahn og Thomas G. Stemberg åbnede den første butik i Brighton, Massachusetts 1. maj 1986. I 2021 havde de 75.000 ansatte og årsomsætning på 14 mia. $.
Den 21. juni 2021 offentliggjorde Lyreco (en) at de havde opkøbt og overtaget Staples.